# Andrea Zanzotto

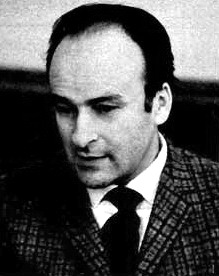
Andrea Zanzotto (1975)

Andrea Zanzotto (ur. 10 października 1921 w Pieve di Soligo, zm. 18 października 2011 w Conegliano) –  włoski poeta. 
W czasie II wojny światowej uczestniczył w antyfaszystowskim ruchu oporu. W 1942 roku ukończył studia w zakresie literatury włoskiej na Uniwersytecie Padewskim. Odbył podróże do Francji i Szwajcarii, po których powrócił do Włoch, gdzie pracował jako nauczyciel oraz krytyk. Utrzymywał kontakty ze środowiskiem kulturalnym Wenecji, Rzymu i Mediolanu. Do kręgu jego znajomych należeli Pier Paolo Pasolini, Federico Fellini, Goffredo Parise oraz Vincenzo Consolo. 
Jego pierwszy tom poezji, zatytułowany Dietro il paesaggio został opublikowany w 1951 roku. Jego poezja charakteryzowała się bardzo innowacyjnym i kreatywnym podejściem do języka. Przygotował poezję w stylizowanym na dialekt wenecki języku do filmu Casanova w reżyserii Federico Felliniego. Została ona opublikowana w tomie Filò: per il Casanova di Fellini. 

## Wybrana twórczość
- Dietro il paesaggio (1951)
- La beltà (1968)
- Filò: per il Casanova di Fellini (1976)
- Il galateo in bosco (1978)
- Fosfeni (1983)
- Idioma (1986)

## Wyróżnienia i nagrody
- 1987 Premio Feltrinelli(inne języki)[2]
- 1993 Preis der Stadt Münster für Internationale Poesie(inne języki)[3]
- 2000 Premio Bagutta(inne języki)
- 2005 America Award in Literature(inne języki), przyznawana za całokształt twórczości[4]